# Кубок Сінгапуру з футболу
Кубок Сінгапуру з футболу — футбольний клубний турнір в Сінгапурі, який проводиться під егідою Асоціації футболу Сінгапуру.

## Історія
Перші кубкові змагання у Сінгапурі були проведені у 1892 році. Вони носили назву Кубок виклику Аматорської футбольної асоціації Сінгапуру та організовувались щорічно до 1952 року (крім 1915-16, 1918-19, 1942-46 років). Пізніше кубкові турніри проводили під назвами: Кубок виклику Футбольної асоціації Сінгапуру (1953-68 рр), Кубок Президента (1975-95 рр), Кубок Футбольної асоціації Сінгапуру (1996-98 рр). 
У теперішньому вигляді турнір був започаткований у 1998 році. У останні роки до участі в кубку запрошуються команди з інших країн.

## Формат
У турнірі беруть участь команди з С.Ліги та деякі команди, запрошені з інших країн. Розіграш кубка проводиться за кубковою системою. У попередньому раунді переможець пари визначається за підсумками одного матчу, який проводиться на полі команди, що визначається жеребкуванням, а у чвертьфіналах та півфіналах суперники проводять по одному матчу вдома і на виїзді. Фінальний матч та матч за третє місце проводяться на нейтральних стадіонах.

## Переможці і фінали
| Сезон                                                    | Чемпіон                                                        | Рахунок                                                  | Фіналіст                                                 |
| Кубок виклику Аматорської футбольної асоціації Сінгапуру | Кубок виклику Аматорської футбольної асоціації Сінгапуру       | Кубок виклику Аматорської футбольної асоціації Сінгапуру | Кубок виклику Аматорської футбольної асоціації Сінгапуру |
| -------------------------------------------------------- | -------------------------------------------------------------- | -------------------------------------------------------- | -------------------------------------------------------- |
| 1892                                                     | Сінгапурські Інженери                                          | 2–2; 6–2                                                 | Королівський полк артилерії                              |
| 1893                                                     | Королівські Інженери                                           | 1–0                                                      | Королівський полк артилерії                              |
| 1894                                                     | Другий батальйон Королівського Лінкольнширського Полк          |                                                          |                                                          |
| 1895                                                     | Королівський полк артилерії                                    | 3–1                                                      | Фіфс Нортхамберленд Фьюсільєрс                           |
| 1896                                                     | Фіфс Нортхамберленд Фьюсільєрс                                 | 2–0                                                      | Сінгапур Крікет Клаб                                     |
| 1897                                                     | 1-й батальйон Стрілецької бригади                              | 4–0                                                      | Капрали Стрілецької бригади                              |
| 1898                                                     | Дванадцята Рота Королівського полку артилерії                  | 3–2                                                      | Східний Йоркширський Полк                                |
| 1899                                                     | Перший Батальйон Власного Полку Короля Лінкольнширського Полку | 1–0                                                      | Танджонг Пагар                                           |
| 1900                                                     | Дванадцята Рота Королівського полку артилерії                  | 1–0                                                      | Тридцять П'ята Рота Королівського полку артилерії        |
| 1901                                                     | Сінгапур Крікет Клаб                                           | 3–1                                                      | Дванадцята Рота Королівського полку артилерії            |
| 1902                                                     | Сорок дев'ята Рота Королівського полку артилерії               | 1–0                                                      | П'ятдесята Рота Королівського полку артилерії            |
| 1903                                                     | Сінгапур Крікет Клаб                                           | 2–0                                                      | Форт Саннінг Рекреейшн Клаб                              |
| 1904                                                     | Арлекіни                                                       | 1–0                                                      | Манчестерський Полк                                      |
| 1905                                                     | Перший батальйон Шервудських лісників                          | 1–0                                                      | Сінгапур Крікет Клаб                                     |
| 1906                                                     | Перший батальйон Шервудських лісників                          | 1–0                                                      | Сінгапур Крікет Клаб                                     |
| 1907                                                     | Другий батальйон Вест-Кентського Полку Б                       | 1–0                                                      | Другий батальйон Вест-Кентського Полку А                 |
| 1908                                                     | Другий батальйон Вест-Кентського Полку                         | 2–0                                                      | Королівський гарнізон артилерії                          |
| 1909                                                     | Третій батальйон Мідлсекського Полку                           | 2–0                                                      | Королівський гарнізон артилерії                          |
| 1910                                                     | Третій батальйон Мідлсекського Полку                           | 2–0                                                      | Третій батальйон Мідлсекського Полку II                  |
| 1911                                                     | Іст-Кентський Полк                                             | 1–0 дч                                                   | Вондерерс                                                |
| 1912                                                     | Іст-Кентський Полк                                             | 2–1                                                      | Сінгапур Крікет Клаб                                     |
| 1913                                                     | Перший батальйон Власної Йоркширської Легкої піхоти Короля     | 2–1                                                      | Сінгапур Крікет Клаб                                     |
| 1914                                                     | Перший батальйон Власної Йоркширської Легкої піхоти Короля     | 1–0; 1–0 дч                                              | Сінгапур Крікет Клаб                                     |
| 1915-16                                                  | змагання не проводились                                        | змагання не проводились                                  | змагання не проводились                                  |
| 1917                                                     | Перший батальйон Власної Шропширської Легкої піхоти Короля     | 1–0                                                      | Сінгапур Рекреейшн Клаб                                  |
| 1918-19                                                  | змагання не проводились                                        | змагання не проводились                                  | змагання не проводились                                  |
| 1920                                                     | Перша чверть Батальйону Південно-Стаффордширського Полку       | 1–0                                                      | Сінгапур Рекреейшн Клаб                                  |
| 1921                                                     | Сінгапур Крікет Клаб                                           | 2–1                                                      | Королівські Інженери                                     |
| 1922                                                     | Другий батальйон Мідлсекського Полку                           | 2–0                                                      | Королівський артилерійський гарнізон                     |
| 1923                                                     | Другий батальйон Мідлсекського Полку                           | 3–0                                                      | Сент-Джозефс Олд Бойс                                    |
| 1924                                                     | ХМС Пегасус                                                    | 2–1                                                      | Сінгапур Крікет Клаб                                     |
| 1925                                                     | Китайська футбольна асоціація Сінгапуру                        | 4–2                                                      | Роял Сассекс                                             |
| 1926                                                     | Другий батальйон Полку Дьюка Веллінгтона                       | 2–1                                                      | Китайська футбольна асоціація Сінгапуру                  |
| 1927                                                     | Другий батальйон Полку Дьюка Веллінгтона                       | 6–1                                                      | Китайська футбольна асоціація Сінгапуру                  |
| 1928                                                     | Другий батальйон Полку Дьюка Веллінгтона                       | 4–1                                                      | Китайська футбольна асоціація Сінгапуру                  |
| 1929                                                     | Сінгапур Крікет Клаб                                           | 1–1; 1–0                                                 | Китайська футбольна асоціація Сінгапуру                  |
| 1930                                                     | Малайська футбольна асоціація Сінгапуру                        | 1–0                                                      | Полк Велч                                                |
| 1931                                                     | Малайська футбольна асоціація Сінгапуру                        | 4–3                                                      | Глоучестерський Полк                                     |
| 1932                                                     | Малайська футбольна асоціація Сінгапуру                        | 1–0                                                      | Королівські ВПС                                          |
| 1933                                                     | Вілтширський Полк                                              | 5–3                                                      | Малайська футбольна асоціація Сінгапуру                  |
| 1934                                                     | Малайська футбольна асоціація Сінгапуру                        | 2–2; 6–2                                                 | Морське міністерство                                     |
| 1935                                                     | Китайська футбольна асоціація Сінгапуру                        | 3–1                                                      | Малайська футбольна асоціація Сінгапуру                  |
| 1936                                                     | Королівський полк артилерії                                    | 2–0                                                      | Поліція                                                  |
| 1937                                                     | Китайська футбольна асоціація Сінгапуру I                      | 2–2; 3–1                                                 | Китайська футбольна асоціація Сінгапуру II               |
| 1938                                                     | Королівський полк артилерії                                    | 3–2                                                      | Королівські ВПС                                          |
| 1939                                                     | Китайська футбольна асоціація Сінгапуру                        | 3–0                                                      | Лоялський Полк                                           |
| 1940                                                     | Лоялський Полк                                                 | 1–0                                                      | Королівські ВПС                                          |
| 1941                                                     | Королівські ВПС                                                | 2–0                                                      | Лоялський Полк                                           |
| 1942-46                                                  | змагання не проводились                                        | змагання не проводились                                  | змагання не проводились                                  |
| 1947                                                     | Малайська футбольна асоціація Сінгапуру                        | 2–0                                                      | Китайська футбольна асоціація Сінгапуру II               |
| 1948                                                     | Кота Раджа                                                     | 4–2                                                      | Сінгапур Рекреейшн Клаб                                  |
| 1949                                                     | Кота Раджа                                                     | 3–0                                                      | БОДКА                                                    |
| 1950                                                     | Королівські військово-морські сили                             | 2–1                                                      | Роверс                                                   |
| 1951                                                     | Королівські військово-морські сили                             | 1–0                                                      | Кота Раджа                                               |
| 1952                                                     | Тайгер                                                         | 3–0                                                      | Королівські ВПС                                          |
| Кубок виклику Футбольної асоціації Сінгапуру             |                                                                |                                                          |                                                          |
| 1953                                                     | Тайгер                                                         | 2–1                                                      | Фатхул Каріб                                             |
| 1954                                                     | Роверс                                                         | 2–2; 3–0                                                 | Королівські військово-морські сили                       |
| 1955                                                     | Морське міністерство                                           | 3–0                                                      | Золотошукачі                                             |
| 1956                                                     | Тайгер                                                         | 3–2                                                      | Морське міністерство                                     |
| 1957                                                     | Амікейбл                                                       | 5–4                                                      | Індіен                                                   |
| 1958                                                     | Фатхул Каріб                                                   | 3–1                                                      | Амікейбл                                                 |
| 1959                                                     | Дарул Афіах                                                    | 3–2                                                      | Фатхул Каріб                                             |
| 1960                                                     | Королівські ВПС                                                | 5–0                                                      | Фатхул Каріб                                             |
| 1961                                                     | Китайський Атлетік                                             | 5–2                                                      | Королівські ВПС                                          |
| 1962-67                                                  | змагання не проводились                                        | змагання не проводились                                  | змагання не проводились                                  |
| 1968                                                     | Поліція                                                        |                                                          |                                                          |
| 1969-74                                                  | змагання не проводились                                        | змагання не проводились                                  | змагання не проводились                                  |
| Кубок Президента                                         |                                                                |                                                          |                                                          |
| 1975                                                     | Збройні сили Сінгапуру                                         | 1–0                                                      | Тампінс Роверс                                           |
| 1976                                                     | Гейланг Інтернешнел                                            |                                                          |                                                          |
| 1977                                                     | Тоа Пайох Юнайтед                                              | 3–2                                                      | Гейланг Інтернешнел                                      |
| 1978                                                     | Гейланг Інтернешнел                                            | 4–1                                                      | Тампінс Роверс                                           |
| 1979                                                     | Тоа Пайох Юнайтед                                              | 1–0                                                      | Тампінс Роверс                                           |
| 1980                                                     | Поліція                                                        | 5–1                                                      | Фаррер Парк Юнайтед                                      |
| 1981                                                     | Фаррер Парк Юнайтед                                            | 1–0                                                      | Виборчий округ Чангі                                     |
| 1982                                                     | Танджонг Бахру                                                 | 3–2                                                      | Фаррер Парк Дінамос                                      |
| 1983                                                     | Фаррер Парк Юнайтед                                            | 3–0                                                      | Збройні сили Сінгапуру                                   |
| 1984                                                     | Збройні сили Сінгапуру                                         | 1–0                                                      | Фаррер Парк Дінамос                                      |
| 1985                                                     | Танджонг Бахру                                                 | 3–0                                                      | Гейланг Інтернешнел                                      |
| 1986                                                     | Збройні сили Сінгапуру                                         | 3–1                                                      | Поліція                                                  |
| 1987                                                     | Танджонг Бахру                                                 |                                                          |                                                          |
| 1988                                                     | Джуронг Таун                                                   |                                                          | Збройні сили Сінгапуру                                   |
| 1989                                                     | Джуронг Таун                                                   | 2–1                                                      | Поліція                                                  |
| 1990                                                     | Гейланг Інтернешнел                                            |                                                          |                                                          |
| 1991                                                     | Гейланг Інтернешнел                                            | 3–0                                                      | Збройні сили Сінгапуру                                   |
| 1992                                                     | Балестьєр Юнайтед                                              | 2–0                                                      | Гейланг Інтернешнел                                      |
| 1993                                                     | змагання не проводились                                        | змагання не проводились                                  | змагання не проводились                                  |
| 1994                                                     | Танджонг Бахру                                                 | 4–2                                                      | Гейланг Інтернешнел                                      |
| 1995                                                     | Гейланг Інтернешнел                                            |                                                          |                                                          |
| Кубок Футбольної асоціації Сінгапуру                     |                                                                |                                                          |                                                          |
| 1996                                                     | Гейланг Інтернешнел                                            | 1–1 пен. 4–2                                             | Збройні сили Сінгапуру                                   |
| 1997                                                     | Збройні сили Сінгапуру                                         | 4–2                                                      | Вудлендс Веллінгтон                                      |
| 1998                                                     | Танджонг Пагар Юнайтед                                         | 1–0                                                      | Сембаванг Рейнджерс                                      |
| Кубок Сінгапуру                                          |                                                                |                                                          |                                                          |
| 1998                                                     | Танджонг Пагар Юнайтед                                         | 2–0                                                      | Збройні сили Сінгапуру                                   |
| 1999                                                     | Збройні сили Сінгапуру                                         | 3–1                                                      | Джуронг                                                  |
| 2000                                                     | Хоум Юнайтед                                                   | 1–0                                                      | Збройні сили Сінгапуру                                   |
| 2001                                                     | Хоум Юнайтед                                                   | 8–0                                                      | Гейланг Юнайтед                                          |
| 2002                                                     | Тампінс Роверс                                                 | 1–0                                                      | Джуронг                                                  |
| 2003                                                     | Хоум Юнайтед                                                   | 2–1                                                      | Гейланг Юнайтед                                          |
| 2004                                                     | Тампінс Роверс                                                 | 4–1 дч                                                   | Хоум Юнайтед                                             |
| 2005                                                     | Хоум Юнайтед                                                   | 3–2                                                      | Вудлендс Веллінгтон                                      |
| 2006                                                     | Тампінс Роверс                                                 | 3–2 дч                                                   | Чонбурі                                                  |
| 2007                                                     | Збройні сили Сінгапуру                                         | 4–3                                                      | Тампінс Роверс                                           |
| 2008                                                     | Збройні сили Сінгапуру                                         | 2–1 дч                                                   | Вудлендс Веллінгтон                                      |
| 2009                                                     | Гейланг Юнайтед                                                | 1–0                                                      | Бангкок Глесс                                            |
| 2010                                                     | Бангкок Глесс                                                  | 1–0                                                      | Тампінс Роверс                                           |
| 2011                                                     | Хоум Юнайтед                                                   | 1–0 дч                                                   | Альбірекс Ніїгата Сінгапур                               |
| 2012                                                     | Збройні сили Сінгапуру                                         | 2–1                                                      | Тампінс Роверс                                           |
| 2013                                                     | Хоум Юнайтед                                                   | 4–1                                                      | Танджонг Пагар Юнайтед                                   |
| 2014                                                     | Балестьєр Халса                                                | 3–1                                                      | Хоум Юнайтед                                             |
| 2015                                                     | Альбірекс Ніїгата Сінгапур                                     | 2–1                                                      | Хоум Юнайтед                                             |
| 2016                                                     | Альбірекс Ніїгата Сінгапур                                     | 2–0                                                      | Тампінс Роверс                                           |
| 2017                                                     | Альбірекс Ніїгата Сінгапур                                     | 2–2 (3-1)                                                | Глобал                                                   |
| 2018                                                     | Альбірекс Ніїгата Сінгапур                                     | 4–1                                                      | Бруней ДПММ                                              |
| 2019                                                     | Тампінс Роверс                                                 | 1–1 (7-6)                                                | Ворріорс                                                 |
| 2020-21                                                  | змагання не проводилось                                        | змагання не проводилось                                  | змагання не проводилось                                  |
| 2022                                                     | Хеган Юнайтед                                                  | 3–2                                                      | Тампінс Роверс                                           |
| 2023                                                     | Лайон Сіті Сейлорс                                             | 3–1                                                      | Хеган Юнайтед                                            |
| 2024-25                                                  | Лайон Сіті Сейлорс                                             | 1–0                                                      | Тампінс Роверс                                           |

## Титули за клубами (після 1998 року включно)
| #  | Клуб                            | Перемоги | Фінали | Роки перемог                                   | Роки фіналів                       |
| -- | ------------------------------- | -------- | ------ | ---------------------------------------------- | ---------------------------------- |
| 1  | Лайон Сіті Сейлорс              | 8        | 3      | 2000, 2001, 2003, 2005, 2011, 2013, 2023, 2025 | 2004, 2014, 2015                   |
| 2  | Тампінс Роверс                  | 4        | 6      | 2002, 2004, 2006, 2019                         | 2007, 2010, 2012, 2016, 2022, 2025 |
| 3  | Збройні сили Сінгапуру/Ворріорс | 4        | 2      | 1999, 2007, 2008, 2012                         | 1998, 2000                         |
| 4  | Альбірекс Ніїгата Сінгапур      | 4        | 1      | 2015, 2016, 2017, 2018                         | 2011                               |
| 5  | Гейланг Юнайтед                 | 1        | 2      | 2009                                           | 2001, 2003                         |
| 6  | Танджонг Пагар Юнайтед          | 1        | 1      | 1998                                           | 2013                               |
| =  | Бангкок Глесс                   | 1        | 1      | 2010                                           | 2009                               |
| =  | Хеган Юнайтед                   | 1        | 1      | 2022                                           | 2023                               |
| 9  | Балестьєр Халса                 | 1        | -      | 2014                                           | -                                  |
| 10 | Джуронг                         | -        | 2      | -                                              | 1999, 2002                         |
| =  | Вудлендс Веллінгтон             | -        | 2      | -                                              | 2005, 2008                         |
| 12 | Чонбурі                         | -        | 1      | -                                              | 2006                               |
| =  | Глобал                          | -        | 1      | -                                              | 2017                               |
| =  | Бруней ДПММ                     | -        | 1      | -                                              | 2018                               |
| =  | Ворріорс                        | -        | 1      | -                                              | 2019                               |